# Benoît August
Pour les articles homonymes, voir August (nom).

a Compétitions nationales et continentales officielles uniquement.

b Matchs officiels uniquement.
Benoît August, né le 20 décembre 1976 à Mont-de-Marsan, est un joueur français de rugby à XV qui évolue au poste de talonneur. Il joue pendant sa carrière au sein des clubs de l'US Dax, du Stade français Paris et du Biarritz olympique.
Durant sa carrière, il remporte quatre fois le championnat de France de manière consécutive, en 2003 et 2004 avec le Stade français puis en 2005 et 2006 avec le Biarritz olympique. Il remporte également le Challenge européen en 2012 avec le club basque. Avec le XV de France, il remporte le Tournoi des Six Nations 2007. 
Il se reconvertit ensuite en tant que consultant à la télévision, entraîneur puis dirigeant. Il est président de l'US Dax de 2019 à 2022.
Il est le frère de Guillaume et Olivier, également joueurs de rugby à XV au niveau professionnel. Leur père est Éric August, ayant notamment entraîné, puis présidé l'US Dax pendant deux saisons à la fin des années 1990.

## Biographie

### Carrière de joueur
Benoît August commence sa carrière sous les couleurs de l'US Dax, club où il avait alors toujours évolué. Ses performances lui ont permis de devenir l'un des capitaines de l'équipe, et d'être sélectionné avec l'équipe de France A.
En 2001, il est recruté par le Stade français, où il signe à l'âge de 24 ans. La première saison est difficile : il découvre le niveau d'un club qui joue le haut du tableau. Il explose finalement dès sa deuxième année où il partage le poste de talonneur avec Mathieu Blin, en gagnant sa première finale de championnat de France face à Toulouse. L'année suivante, après un début de saison difficile privé de ses internationaux jouant la coupe du monde, le Stade français réussit à se qualifier de justesse pour les demi-finales, puis devient champion de France pour la deuxième fois au mois de juin 2004.
En novembre 2004, il est sélectionné avec les Barbarians français pour jouer contre l'Australie au stade Jean-Bouin à Paris. Les Baa-Baas s'inclinent 15 à 45.

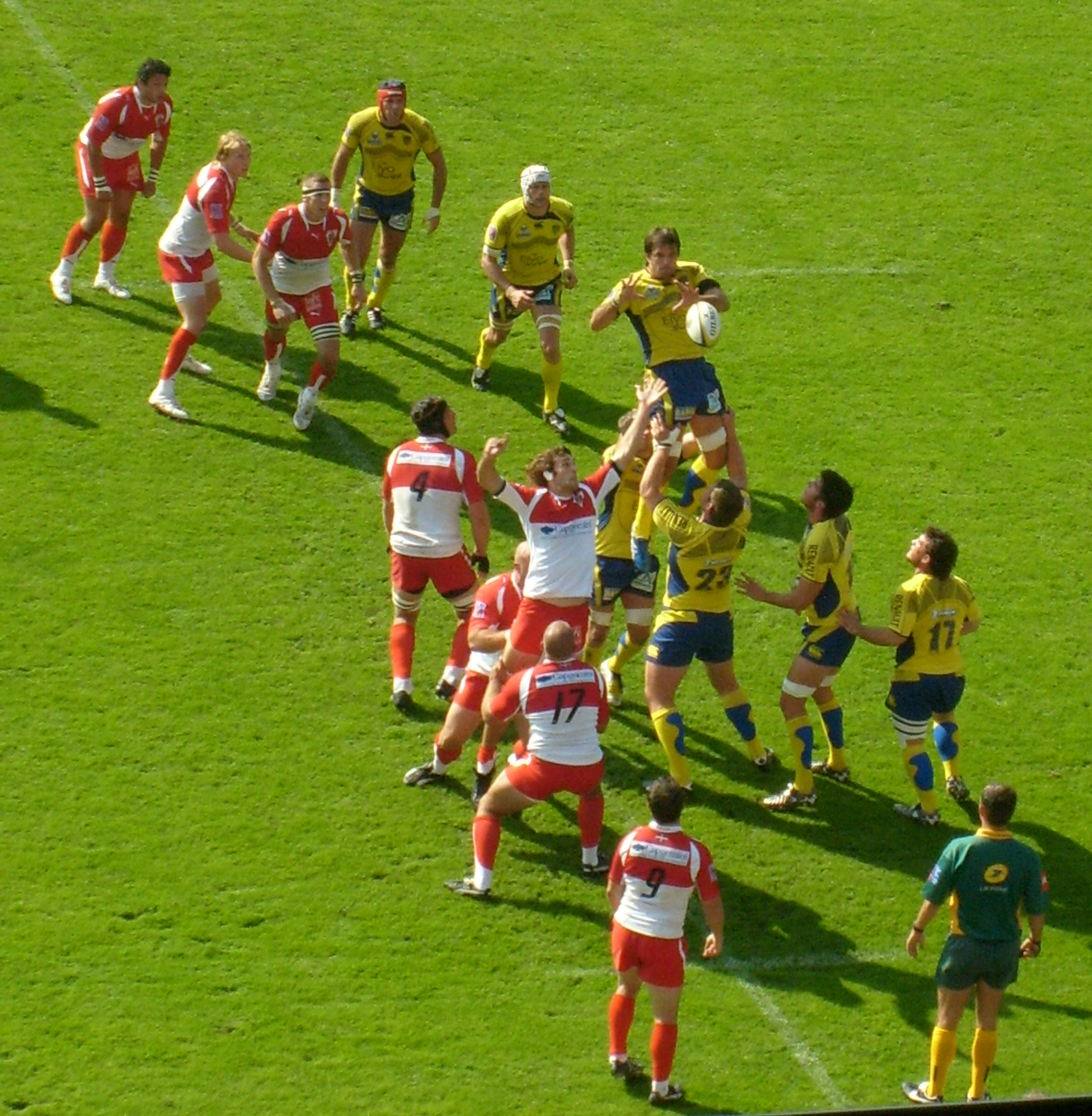
Benoît August dans l'alignement biarrot sur une touche, en 9 2008.

Désireux de jouer plus tout en restant dans un club capable de gagner des titres mais aussi de se rapprocher de sa région d’origine, il signe au Biarritz olympique à l'issue de la saison 2004, où son arrivée sera simultanée à celles d'Imanol Harinordoquy, et Damien Traille. Après une très bonne campagne européenne ponctuée par une victoire chez les Tigres de Leicester, et contre les London wasps, Biarritz est finalement éliminé en demi-finale de la compétition au Parc des Princes face aux anciens coéquipiers de Benoît August après un essai dans les dernières minutes des arrêts de jeu de Christophe Dominici. Les Biarrots prennent leur revanche lors de la finale du championnat de France qu'ils remportent face à ces mêmes parisiens (37-34 après prolongations).
En novembre 2005, il connaît une nouvelle sélection avec les Barbarians français contre l'Australie A à Bordeaux. Les Baa-Baas s'inclinent 42 à 12.
L'année suivante, Biarritz, dont Benoît August est devenu l'un des cadres, reproduit une très bonne campagne européenne qui s'achèvera en finale face aux Irlandais du Munster à Cardiff. Mais Biarritz ne s'arrêtera pas là cette saison et ne veut pas subir le même sort que le stade français l'année précédente avec deux finales perdues. La finale contre Toulouse restera dans les annales puisque le BO gagne sans difficultés (40-13) où August, capitaine, inscrit un essai à la 68e minute après une combinaison en touche avec Dimitri Yachvili et Thomas Lièvremont.
Avec quatre titres de champion de France remportés de suite (2002-2003 et 2003-2004 avec le Stade français et 2004-2005 et 2005-06 avec Biarritz). Il est le quatorzième joueur à réaliser cet exploit, le premier joueur et pour l'instant le seul sous l'ère professionnelle (depuis 1995).
Depuis le début de la saison 2006-2007, il est le capitaine de Biarritz.
Il est appelé en équipe de France pour le Tournoi des Six Nations 2007, il connaît ainsi sa première et unique sélection lors de la rencontre contre le pays de Galles au Stade de France. En mars 2007, il est sélectionné avec les Barbarians français pour jouer un match contre l'Argentine à Biarritz. Les Baa-Baas s'inclinent 28 à 14.
En mars 2009, il est invité avec les Barbarians français pour jouer un match contre le XV du président, sélection de joueurs étrangers évoluant en France, au Stade Ernest-Wallon à Toulouse. Les Baa-Baas s'inclinent 26 à 33. En juin 2009, il participe à la tournée des Barbarians français en Argentine pour affronter le Rosario Invitación XV puis les Pumas,. Les Baa-Baas l'emportent 54 à 30 contre Rosario puis s'inclinent 32 à 18 contre l'Argentine à Buenos Aires.
Il dispute en mai 2010 la finale de la Coupe d'Europe face au Stade toulousain perdue sur le score 21-19. La semaine suivante il est sélectionné avec les Barbarians britanniques, avec lesquels ils affrontera l'Angleterre et l'Irlande. À l'issue de l'exercice 2009-2010, il est classé par Midi olympique 3e meilleur talonneur du Top 14 de la saison.
Durant la saison 2011-2012, le Biarritz olympique atteint la finale du Challenge européen. Pour cette rencontre face au RC Toulon, il entre en jeu et le BO l'emporte 21-18,.

### Reconversion
Lors de la saison 2013-2014, il est consultant pour Canal+ : il participe à l'émission Les spécialistes rugby, le vendredi soir sur Canal+ Sport.
En 2014, il devient entraîneur des avants du Biarritz olympique auprès du nouvel entraîneur Eddie O'Sullivan.
Puis en 2016, non conservé dans le staff biarrot par le président Nicolas Brusque, après de vives tensions, il devient entraîneur en chef de l'US Tyrosse. Il reste à ce poste jusqu'à l'intersaison 2018.
Libéré de ses fonctions, August intègre alors l'organigramme de son ancien club, l'US Dax, en tant que conseiller du président Gilbert Ponteins. Après une saison, tout d'abord annoncé comme co-entraîneur principal auprès de Frédéric Tauzin, il est finalement nommé président du club. Il change de poste en 2022 et devient directeur général de l'USD, puis directeur sportif en 2023 sous la nouvelle présidence de Benjamin Gufflet.

## Statistiques

### En équipe nationale
Benoît August compte une seule sélection en équipe de France. Il a pris part à une édition du Tournoi des Six Nations en 2007.
| Année | Compétition | Matchs | Points | Essais |
| ----- | ----------- | ------ | ------ | ------ |
| 2007  | Six Nations | 1      | -      | -      |
| Total | Total       | 1      | 0      | 0      |

- Équipe de France A : 10 sélections (2 essais)[réf. nécessaire]
  - 2005 : 1 sélection (Tonga)[réf. nécessaire]
  - 2004 : 2 sélections (Italie A, Angleterre A)[réf. nécessaire]
  - 2003 : 3 sélections, 1 essai (Angleterre A, Écosse A, Irlande A)[réf. nécessaire]
  - 2002 : 1 sélections (Galles A)[réf. nécessaire]
  - 2001 : 3 sélections (Écosse A, Angleterre A, Irlande A)[réf. nécessaire]
- Barbarians français : 5 sélections (3 essais)
  - 2009 : 2 sélections (XV des Présidents, Argentine)
  - 2007 : 1 sélection (Argentine)
  - 2005 : 1 sélection, 2 essais (Australie)
  - 2004 : 1 sélection, 1 essai (Australie)
- Barbarians britanniques : 5 sélections
  - 2010 : 2 sélections (Angleterre, Irlande)
  - 2012 : 3 sélections (Angleterre, Irlande, Galles)

#### Tournoi des Six Nations
| Édition          | Rang | Résultats France | Résultats August | Matchs August |
| ---------------- | ---- | ---------------- | ---------------- | ------------- |
| Six Nations 2007 | 1    | 4 v, 0 n, 1 d    | 1 v, 0 n, 0 d    | 1/5           |

Légende : v = victoire ; n = match nul ; d = défaite ; la ligne est en gras quand il y a Grand Chelem.

### En tant qu'entraîneur
| Saison    | Club               | Division | Poste  | Classement | Coupe d'Europe | Challenge européen |
| --------- | ------------------ | -------- | ------ | ---------- | -------------- | ------------------ |
| 2014-2015 | Biarritz olympique | Pro D2   | Avants | 7e         | -              | -                  |
| 2015-2016 | Biarritz olympique | Pro D2   | Avants | 8e         | -              | -                  |

## Palmarès
- Stade français
  - Vainqueur du Championnat de France en 2003, 2004
- Biarritz olympique
  - Vainqueur du Championnat de France en 2005 et 2006
  - Finaliste de la Coupe d'Europe en 2006 et 2010
  - Vainqueur du Challenge européen en 2012